# يلو (شركة)
شركة الوفاق لتأجير السيارات (يلو) هي شركة سعودية متخصصة في تأجير السيارات، تأسست عام 2000. تمتلك الشركة أسطولاً يقدر بأكثر من 12,000 سيارة.
في سبتمبر 2021 أُعلن عن عقد رعاية بين يلو ودوري الدرجة الأولى السعودي لكرة القدم لمدة ثلاثة مواسم، ليحمل البطولة اسم "دوري يلو".

## وصلات خارجية
- (بالعربية)